# 풋라이트 퍼레이드
풋라이트 퍼레이드(Footlight Parade)는 미국에서 제작된 로이드 베이콘 감독의 1933년 코미디, 멜로/로맨스 영화이다. 제임스 카그니 등이 주연으로 출연하였다.
1992년, 이 영화는 문화적, 역사적, 미적 중요성으로 인해 미국 의회도서관에 의해 미국 국립영화등기부의 보존물로 선정되었다.

## 출연

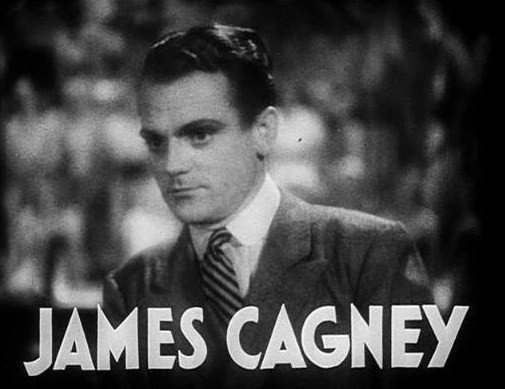
제임스 카그니
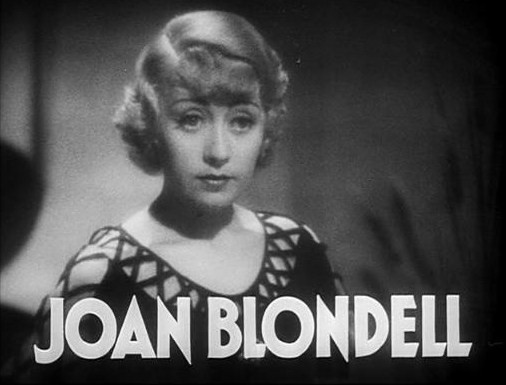
조안 블론델
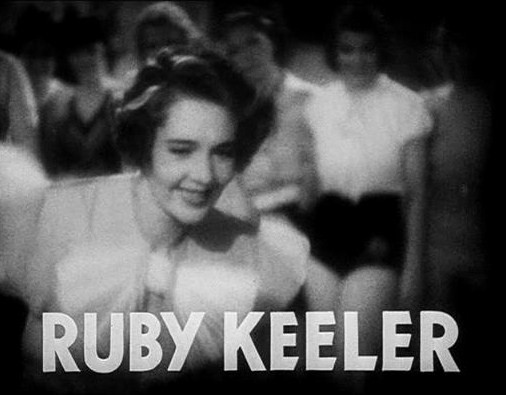
루비 킬러
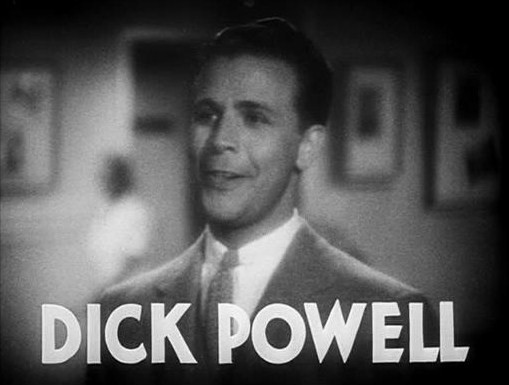
딕 포웰
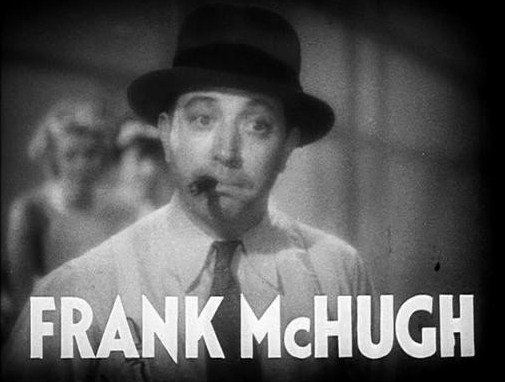
프랭크 맥휴
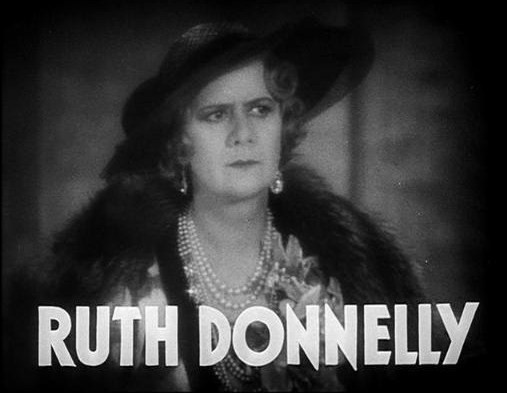
러스 도넬리
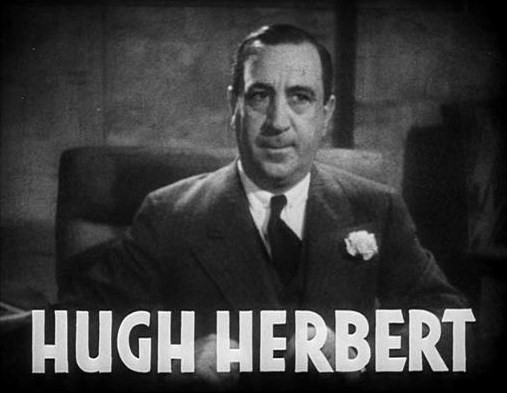
휴 허버트
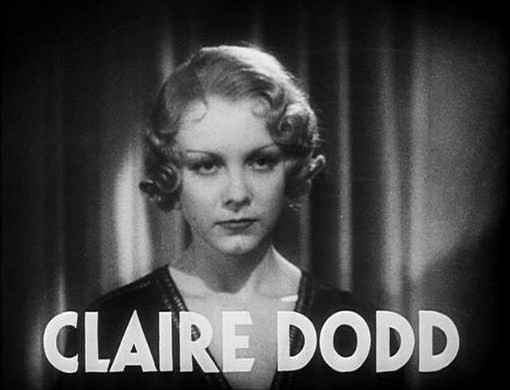
클레어 도드

### 주연
- 제임스 카그니
- 조안 블론델

### 조연
- 루비 킬러
- 딕 포웰
- 프랭크 맥휴
- 러스 도넬리
- 가이 키비
- 휴 허버트
- 클레어 도드
- 고든 웨스트코트
- 아서 홀
- 르니 휘트니
- 바바라 로저스
- 폴 포카시
- 필립 페이버샴
- 허먼 빙

## 제작진
- 미술: 앤턴 그롯
- 미술: 잭 오케이
- 의상: 밀로 앤더슨

## 같이 보기
- 1933년의 황금광들